# Clare (Suffolk)
Clare – miasto w Anglii, w hrabstwie Suffolk, w dystrykcie West Suffolk. Leży 40 km na zachód od miasta Ipswich i 81 km na północny wschód od Londynu. W 2001 miasto liczyło 1975 mieszkańców.